# Giuseppe Laigueglia
Giuseppe Laigueglia (* 7. September 1922 in Badalucco, Provinz Imperia, Italien; † 6. Juni 2001) war ein römisch-katholischer Erzbischof und vatikanischer Diplomat.

## Leben
Giuseppe Laigueglia empfing am 16. Juni 1946 das Sakrament der Priesterweihe.
Am 3. August 1973 ernannte ihn Papst Paul VI. zum Titularerzbischof von Aeliae und bestellte ihn zum Apostolischen Nuntius in Bolivien. Der Präfekt der Kongregation für die Ordnung der Sakramente, Antonio Kardinal Samorè, spendete ihm am 22. September desselben Jahres die Bischofsweihe; Mitkonsekratoren waren der Sekretär des Rates für die öffentlichen Angelegenheiten der Kirche, Kurienerzbischof Agostino Casaroli, und der Bischof von Ventimiglia, Angelo Raimondo Verardo OP.
Am 20. Januar 1979 wurde Giuseppe Laigueglia Apostolischer Pro-Nuntius in Kuba.